# Muir & Mirrielees
Muir & Mirrielees var et berømt varehus (1857-1922) i Moskva, Rusland etableret af to skotske entreprenører – Archibald Mirrielees (1797-1877) og Andrew Muir (1817-1899).

Hovedbygningen lå på Petrovka-gaden i Moskva, nær Bolsjojteatret. Bygningen huser nu varehuset TsUM.